# Diócesis de Évreux
La diócesis de Évreux (en latín: Dioecesis Ebroicensis y en francés: Diocèse d'Évreux) es una circunscripción eclesiástica de la Iglesia católica en Francia. Se trata de una diócesis latina, sufragánea de la arquidiócesis de Ruan. Desde el 2 de junio de 2023 su obispo es Olivier de Cagny.

## Territorio y organización

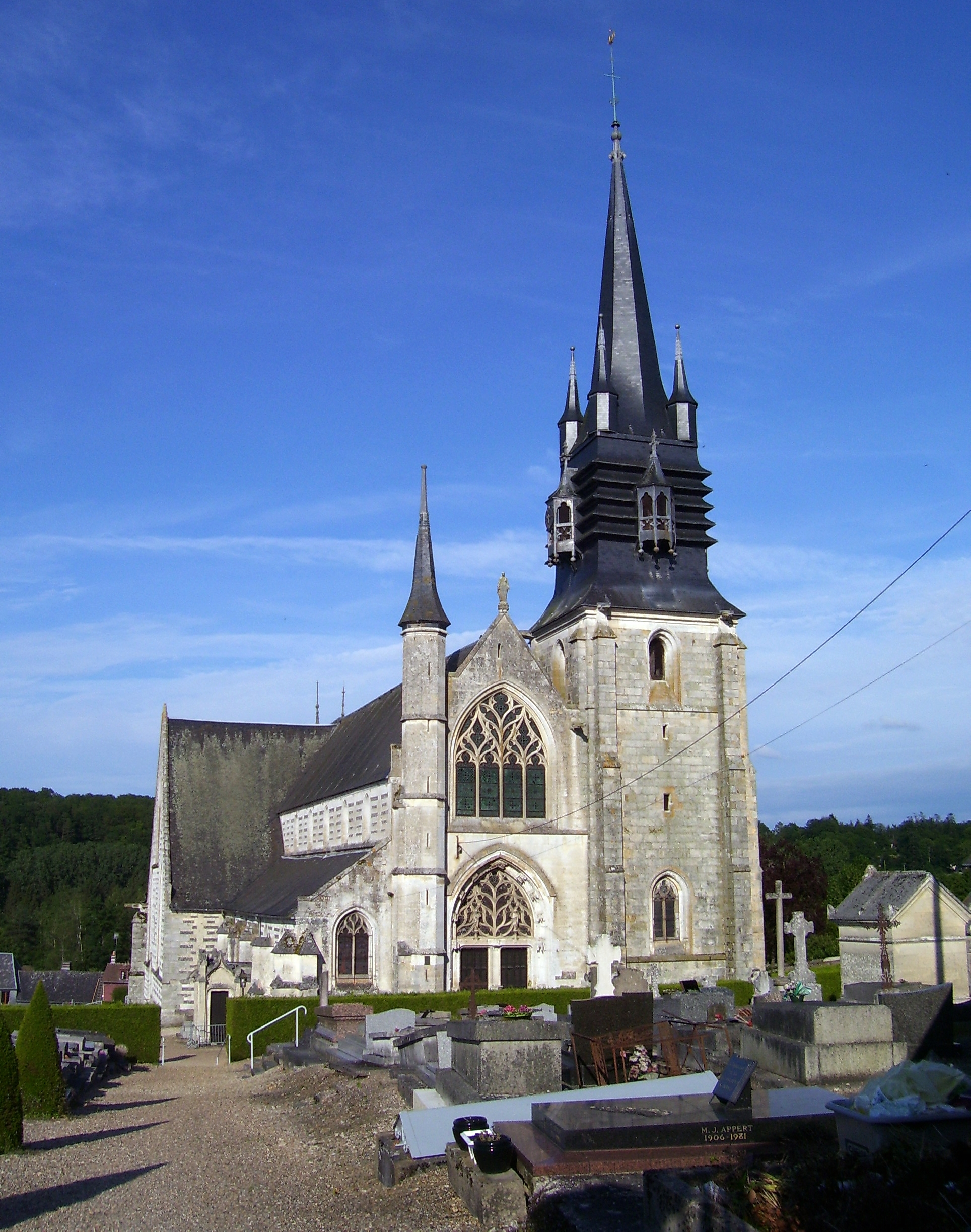
Basílica de Nuestra Señora de la Couture, en Bernay

La diócesis tiene 6040 km² y extiende su jurisdicción sobre los fieles católicos de rito latino residentes en el departamento de Eure en la región de Normandía.

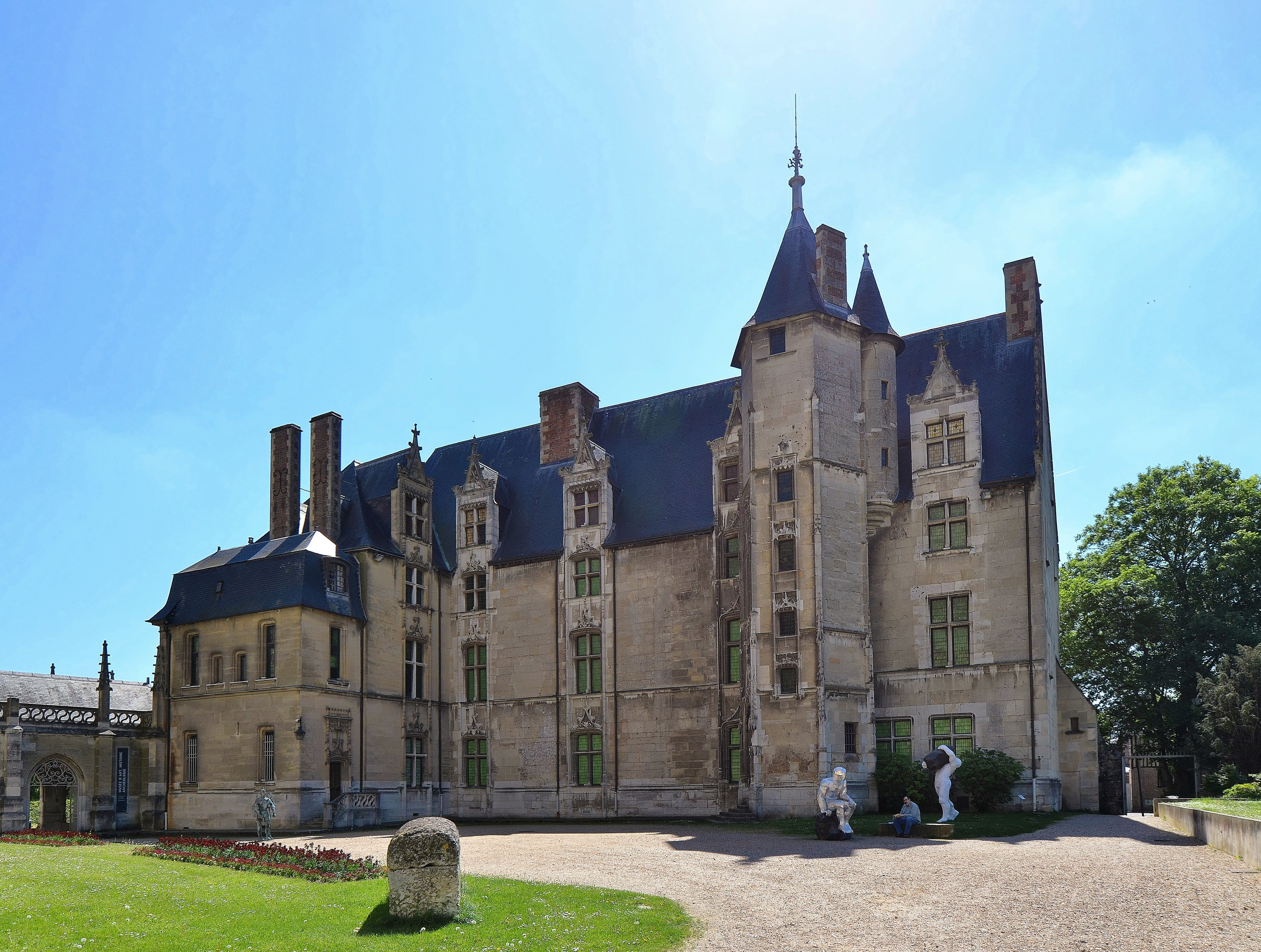
Antiguo palacio episcopal de Évreux, construido en el por el obispo Raoul du Fou; hoy alberga el museo de la ciudad

La sede de la diócesis se encuentra en la ciudad de Évreux, en donde se halla la Catedral de Nuestra Señora. En Bernay se halla la basílica de Nuestra Señora de la Couture.
En 2021 en la diócesis existían 33 parroquias agrupadas en 7 decanatos.

## Historia
La diócesis fue erigida en la antigüedad. Según fuentes tradicionales, el evangelizador y primer obispo fue san Taurino, que vivió entre los siglos IV y V; esto era una certeza en la época de Carlos el Calvo (mediados del siglo IX), cuando se escribe la historia del traslado de sus reliquias, ocurrido durante el episcopado de san Laudulfo a finales del siglo VI, quien construyó la basílica en honor al protoobispo de la diócesis. Para tener la primera evidencia histórica de un obispo de Évreux hubo que esperar al Concilio de Orleans de 511, al que asistió el obispo Maurusio. El obispo Licinio participó en los siguientes concilios de Orleans en la primera mitad del siglo.
Mediolanum Aulercorum, capital del pueblo celta de los aulercos eburovices, fue una civitas de la provincia romana de la Galia Lugdunense II, como atestigua la Notitia Galliarum de principios del siglo V. Tanto desde el punto de vista religioso como civil, Evreux dependía de la provincia eclesiástica de la arquidiócesis de Ruan, sede metropolitana provincial.
Durante la Alta Edad Media las abadías de Notre-Dame de l'Estrée, Lyre y Conches completaron el proceso de cristianización de la campaña.
El obispo Guillaume Flertel († 1066) se encargó de la reconstrucción de la catedral, que quedó en ruinas tras las incursiones de los normandos, y que fue consagrada en 1077. Destruida por un incendio en 1119, la catedral actual fue construida en estilo gótico a partir de 1220 y terminada, tras numerosas interrupciones debidas a continuas guerras, en el siglo XV.
En 1667 el obispo Henri Cauchon de Maupas du Tour estableció el seminario diocesano.
En el momento del inicio de la Revolución francesa, la diócesis incluía 473 parroquias, agrupadas en 3 arcedianatos (Évreux, Ouche y Neubourg) y 12 decanatos.
Tras el concordato con la bula Qui Christi Domini del papa Pío VII del 29 de noviembre de 1801, la diócesis se amplió, incorporando partes de la suprimida diócesis de Lisieux y partes de la arquidiócesis de Ruan; al mismo tiempo cedió una porción de su territorio a la diócesis de Séez.
En el siglo XIX un sacerdote diocesano, Jacques-Désiré Laval, que había sido médico antes de su ordenación sacerdotal, partió como misionero a Mauricio, donde se convirtió en apóstol de los africanos liberados de la esclavitud. Fue beatificado por el papa Juan Pablo II en 1979.

## Estadísticas
Según el Anuario Pontificio 2022 la diócesis tenía a fines de 2021 un total de 345 300 fieles bautizados.
| Año                                                                             | Población            | Población | Población      | Sacerdotes | Sacerdotes    | Sacerdotes    | Bautizados por sacerdote | Diáconos permanentes | Religiosos | Religiosos | Parroquias |
| Año                                                                             | Bautizados católicos | Total     | % de católicos | Total      | Clero secular | Clero regular | Bautizados por sacerdote | Diáconos permanentes | Varones    | Mujeres    | Parroquias |
| ------------------------------------------------------------------------------- | -------------------- | --------- | -------------- | ---------- | ------------- | ------------- | ------------------------ | -------------------- | ---------- | ---------- | ---------- |
| 1950                                                                            | 303 000              | 315 702   | 96.0           | 345        | 312           | 33            | 878                      |                      | 20         | 500        | 582        |
| 1970                                                                            | 330 000              | 381 170   | 86.6           | 326        | 289           | 37            | 1012                     |                      | 61         | 586        | 583        |
| 1980                                                                            | 355 000              | 428 500   | 82.8           | 240        | 219           | 21            | 1479                     | 1                    | 21         | 502        | 583        |
| 1990                                                                            | 367 000              | 499 000   | 73.5           | 176        | 156           | 20            | 2085                     | 7                    | 24         | 380        | 583        |
| 1999                                                                            | 391 000              | 540 840   | 72.3           | 136        | 112           | 24            | 2875                     | 23                   | 30         | 316        | 135        |
| 2000                                                                            | 397 600              | 550 000   | 72.3           | 137        | 114           | 23            | 2902                     | 24                   | 29         | 316        | 70         |
| 2001                                                                            | 382 000              | 530 000   | 72.1           | 140        | 114           | 26            | 2728                     | 21                   | 32         | 316        | 63         |
| 2003                                                                            | 390 000              | 541 000   | 72.1           | 123        | 100           | 23            | 3170                     | 22                   | 29         | 316        | 41         |
| 2004                                                                            | 390 000              | 541 000   | 72.1           | 118        | 99            | 19            | 3305                     | 22                   | 25         | 316        | 41         |
| 2006                                                                            | 396 600              | 550 000   | 72.1           | 105        | 89            | 16            | 3777                     | 24                   | 22         | 316        | 37         |
| 2013                                                                            | 348 800              | 571 000   | 61.1           | 84         | 77            | 7             | 4152                     | 24                   | 21         | 140        | 32         |
| 2016                                                                            | 352 600              | 612 518   | 57.6           | 72         | 66            | 6             | 4897                     | 25                   | 20         | 142        | 32         |
| 2019                                                                            | 348 000              | 606 419   | 57.4           | 80         | 61            | 19            | 4350                     | 25                   | 28         | 140        | 33         |
| 2021                                                                            | 345 300              | 601 843   | 57.4           | 57         | 50            | 7             | 6057                     | 24                   | 42         | 101        | 33         |
| Fuente: Catholic-Hierarchy, que a su vez toma los datos del Anuario Pontificio. |                      |           |                |            |               |               |                          |                      |            |            |            |

## Episcopologio
- San Taurino †
- San Waldo o Gaudo †[nota 1]
- Maurusio † (mencionado en 511)
- Licinio † (antes de 538-después de 549)
- Ferrocinto † (antes de 557-después de 573)[nota 2]
- Viatore † (fines del siglo VI)
- San Laudulfo † (fines del siglo VI)[nota 3]
- Erminulfo † (mencionado en 614)
- Deodato †[nota 4]
- Ragnerico † (mencionado en 650)
- Concesso † (antes de 660-después de 667)
- San Eterno †
- San Aquilino † (antes de 683-después de 688 o 689)[nota 5]
- Desiderio † (fines del siglo VII)[nota 6]
- Stefano †[nota 7]
- Maurino † (mencionado en 762)
- San Gerboldo † (antes de 783-787 renunció)
- Audoeno (Oinus) †
- Giuseppe † (antes de 833-después de 841)[nota 8]
- Guntberto † (antes de 850-después de 862)
- Ilduino † (circa 864[nota 9]-circa 870 falleció)
- Sebario o Seibardo † (antes del 25 de junio de 870-después de 886 o 892)
- Cerdegario † (inicios del siglo X)
- Ugo † (mencionado en 933)
- Guiscardo (antes de 950-después de 969)
- Gérard † (antes de 988-después de 1006 circa)
- Gilbert I † (antes de 1012-1014 falleció)
- Hugues II † (antes de 1015-20 de abril de 1046 falleció)
- Guillaume Flertel † (1046-11 de febrero de 1066 falleció)
- Baudouin † (antes del 18 de junio de 1066-23 de diciembre de 1070 falleció)
- Gilbert Fitz Osbern † (1071-29 de agosto de 1112 falleció)
- Audin de Bayeux † (1113-2 de julio de 1139 falleció)
- Rotrou de Warwick (o di Beaumont-le-Roger) † (1139-1165 nombrado arzobispo de Ruan)
  - Sede vacante (1165-1170)
- Gilles du Perche † (1170-8 o 9 de septiembre de 1179 falleció)
- Jean I † (después del 15 de enero de 1180-1 de junio de 1192 falleció)
- Garin de Cierrey † (1193-14 o 15 de agosto de 1201 falleció)
- Robert de Roye † (1201-1203 falleció)
- Lucas † (16 de febrero de 1203-30 de enero de 1220 falleció)
- Raoul de Cierrey I † (1220-18 de marzo de 1223 falleció)
- Richard de Bellevue † (17 de julio de 1223-4 de abril de 1236 falleció)
- Raoul de Cierrey II † (2 de junio de 1236-18 de enero de 1243 falleció)
- Jean de La Cour d'Aubergenville † (26 de febrero de 1244-1 de junio de 1256 falleció)
- Raoul de Grosparmy † (19 de octubre de 1259 consagrado-1263 renunció
- Raoul de Chevry † (29 de julio de 1263 consagrado-29 de septiembre de 1269 falleció)
- Philippe de Chaourse † (antes de febrero de 1270-21 de agosto de 1281 falleció)
- Nicolas d'Auteuil † (26 de octubre de 1281-17 de mayo de 1298 falleció)
- Geoffroy de Bar † (1298-18 de abril de 1299 falleció)
- Mathieu des Essarts † (8 de agosto de 1299-1 de octubre de 1310 falleció)
- Geoffroy du Plessis † (22 de enero de 1311-13 de noviembre de 1327 falleció)
  - Adam de l'Îlle † (11 de enero de 1328-24 de marzo de 1328 falleció) (obispo electo)
- Jean du Prat † (11 de abril de 1328-1333 renunció)
- Guillaume des Essarts † (30 de julio de 1333-17 de octubre de 1334 falleció)
- Vincent des Essarts † (12 de octubre de 1334-marzo de 1335 falleció)
- Geoffroy de Faé † (1 de abril de 1335-15 de abril de 1340 falleció)
- Robert de Brucourt † (20 de octubre de 1340-24 de enero de 1375 falleció)
- Guglielmo di Estouteville I † (7 de febrero de 1375-12 de noviembre de 1376 nombrado obispo de Auxerre)
- Bernard de Caritis † (12 de noviembre de 1376-agosto de 1383 falleció)
- Philippe de Moulins † (7 de octubre de 1383-2 de diciembre de 1388 nombrado obispo de Noyon)
- Guillaume de Vallau † (2 de diciembre de 1388-23 de abril de 1400 falleció)
- Guillaume de Cantiers † (1400-12 de junio de 1418 falleció)
- Paolo Capranica † (14 de febrero de 1420-16 de junio de 1427 nombrado arzobispo de Benevento)
- Martial Formier † (16 de junio de 1427-13 de agosto de 1439 falleció)
- Pasquier des Vaux † (25 de octubre de 1439-28 de enero de 1443 nombrado obispo de Lisieux)
- Pierre de Comborn † (28 de enero de 1443-20 de mayo de 1465 nombrado obispo de Saint-Pons-de-Thomières)
- Jean Balue † (20 de mayo de 1465-5 de junio de 1467 nombrado obispo de Angers)
- Antoine la Balue, O.S.B. † (5 de junio de 1467-30 de octubre de 1467 nombrado obispo de Saint-Pons-de-Thomières)
- Ythier Durandi † (30 de octubre de 1467-1470? renunció)
- Pierre Turpin de Crissé † (11 de marzo de 1470-1473 falleció)
- Jean Héberge † (17 de noviembre de 1473-28 de agosto de 1479 falleció)
- Guillaume de Clugny † (1 de octubre de 1479-26 de octubre de 1479 nombrado obispo de Poitiers)
- Raoul du Fou † (22 de noviembre de 1479-2 de febrero de 1511 falleció)
- Ambroise Le Veneur de Tillières † (1511-23 de septiembre de 1531 falleció)
- Gabriel Le Veneur de Tillières † (6 de septiembre de 1531-15 de mayo de 1574 falleció)
- Claude de Sainctes, C.R.S.A. † (17 de noviembre de 1574-1591 falleció)
- Jacques Davy Du Perron † (11 de diciembre de 1592-9 de octubre de 1606 nombrado arzobispo de Sens)
- Guillaume de Péricard † (4 de julio de 1608-26 de noviembre de 1613 falleció)
- François de Péricard † (26 de noviembre de 1613 por sucesión-21 de julio de 1646 falleció)
- Jacques Le Noël du Perron † (24 de agosto de 1646-17 de febrero de 1649 falleció)
- Gilles Boutault † (17 de abril de 1649-11 de marzo de 1661 falleció)
  - Sede vacante (1661-1664)
- Henri Cauchon de Maupas du Tour † (31 de marzo de 1664-12 de agosto de 1680 falleció)
- Louis Joseph Adhémar de Monteil de Grignan † (28 de abril de 1681-22 de septiembre de 1681 nombrado obispo de Carcasona)
- Jacques Potier de Novion † (16 de febrero de 1682-14 de octubre de 1709 falleció)
- Jean Le Normant † (10 de noviembre de 1710-7 de mayo de 1733 falleció)
- Pierre-Jules-César de Rochechouard-Montigny † (15 de febrero de 1734-21 de septiembre de 1753 renunció)[nota 10]
- Arthur-Richard Dillon † (26 de septiembre de 1753-18 de julio de 1758 renunció)[nota 11]
- Léopold-Charles de Choiseul-Stainvill † (2 de octubre de 1758-30 de abril de 1759 renunció)[nota 12]
- Louis-Albert de Lezay-Marnesia † (24 de septiembre de 1759-14 de enero de 1774 renunció)
- François de Narbonne Lara † (18 de abril de 1774-12 de noviembre de 1792 falleció)
  - Sede vacante (1792-1802)
- Jean-Baptiste Boulier † (17 de abril de 1802-30 de octubre de 1821 falleció)
- Charles-Louis Salmon du Châtelier † (19 de abril de 1822-8 de abril de 1841 falleció)
- Nicolas-Théodore Olivier † (12 de julio de 1841-21 de octubre de 1854 falleció)
- Henri-Marie-Gaston Boisnormand de Bonnechose † (23 de marzo de 1855-18 de marzo de 1858 nombrado arzobispo de Ruan)
- Jean-Sébastien-Adolphe Devoucoux † (18 de marzo de 1858-2 de mayo de 1870 falleció)
- François Grolleau † (27 de junio de 1870-3 de abril de 1890 falleció)
- François Hautin † (26 de junio de 1890-15 de junio de 1893 nombrado arzobispo de Chambéry)
- Louis-François Sueur † (18 de mayo de 1894-25 de junio de 1896 nombrado arzobispo de Aviñón)
- Marie-Simon-Henri Colomb † (25 de junio de 1896-9 de febrero de 1898 falleció)
- Philippe Meunier † (24 de marzo de 1898-11 de enero de 1913 falleció)
- Louis-Jean Dechelette † (7 de febrero de 1913-11 de abril de 1920 falleció)
- Constantin-Marie-Joseph Chauvin † (30 de julio de 1920-17 de marzo de 1930 falleció)
- Alphonse-Paul-Désiré Gaudron † (2 de agosto de 1930-24 de marzo de 1964 renunció[nota 13])
- Antoine Caillot † (24 de marzo de 1964 por sucesión-12 de abril de 1972 renunció)
- Jean Marcel Honoré † (24 de octubre de 1972-13 de agosto de 1981 nombrado arzobispo de Tours)
- Jacques Jean Edmond Georges Gaillot † (5 de mayo de 1982-13 de enero de 1995 nombrado obispo titular de Partenia)
- Jacques Louis Antoine Marie David † (2 de febrero de 1996-28 de enero de 2006 retirado)
- Christian Philippe Pierre Robert Nourrichard (28 de enero de 2006 por sucesión-2 de junio de 2023 retirado)
- Olivier de Cagny, desde el 2 de junio de 2023